# Bahuwa Madanpur
Bahuwa Madanpur – gaun wikas samiti w środkowej części Nepalu  w strefie Narajani w dystrykcie Rautahat. Według nepalskiego spisu powszechnego z 2001 roku liczył on 352 gospodarstw domowych i 1903 mieszkańców (890 kobiet i 1013 mężczyzn).